# Xanthoparmelia prodomokosii
Xanthoparmelia prodomokosii är en lavart som beskrevs av Hale, Elix & J. Johnst. Xanthoparmelia prodomokosii ingår i släktet Xanthoparmelia och familjen Parmeliaceae.   Inga underarter finns listade i Catalogue of Life.